# امیرحسین رحیمی (زندانی سیاسی)
امیرحسین رحیمی (۱۵ آذر ۱۳۸۶) نوجوانی است که در جریان خیزش ۱۴۰۱ ایران در ۲۱ آبان ۱۴۰۱ بازداشت شد. او در اعتراضات فردیس در استان البرز پس از اینکه نیروهای بسیجی به او شلیک می‌کنند، بازداشت می‌شود. مادر او یک هفته از وضعیت فرزندش بی‌خبر بود و پس از آن مطلع شده که به «کانون اصلاح و تربیت زندان کچویی» منتقل شده‌است. پس از انتشار گفت‌وگوی مادر او با روزنامه اعتماد و واکنش‌های عمومی نسبت به آن، او با وثیقه فیش حقوقی آزاد شد.

## بازداشت و محاکمه
او در حال بازگشت از محل کار بوده که نیروهای بسیج به او حمله می‌کنند. او در این درگیری مقاومت کرده و موفق می‌شود از دست آن‌ها به سمت دیگر خیابان فرار کند، اما این نیروها با تفنگ ساچمه‌ای به او شلیک می‌کنند. با وجود شلیک و زخمی بودن او، همان شب او را در ماشین به شدت کتک می‌زنند. به گفته یکی از نزدیکان خانواده او، «امیرحسین را آنقدر کتک زده‌اند تا رمز گوشی‌اش را بگوید که پرده گوشش پاره شده و حالا گوش‌درد شدید دارد.» مادر او نیز تأیید کرده که او را بعد از شلیک و درحالی که زخمی بوده با بدرفتاری دستگیر کردند. «یک ساچمه در سر، یک ساچمه در گردن و چندین ساچمه هم در سینه و شکمش باقی مانده‌است.» همچنین بعد از دستگیری نیروهای بسیجی او را با خود به جایی برده و از آن‌جا یک کوکتل مولوتف در کیفش گذاشته‌اند.
بعد از تماس‌های پی‌درپی مادر او به تلفن همراه امیرحسین شخصی پاسخ می‌دهد و می‌گوید «برای بردن بچه‌ات بیا اداره امنیت». اما نزدیک به یک هفته مادر او با مراجعه به نهادهای مختلف امنیتی نتوانست او را پیدا کند تا اینکه مطلع می‌شود که او به کانون اصلاح و تربیت زندان کچویی منتقل شده‌است.
در بازجویی‌ها از امیرحسین می‌خواهند افرادی را معرفی کند که در تهیه کوکتل مولوتف همکاری داشته‌اند. اما او قسم می‌خورد که «من سر کار بوده‌ام و اصلاً کوله‌پشتی نداشتم»، ولی از او می‌خواهند که اسم برخی دوستانش را اعتراف کند. بعد از چند روز فشار بر روی این نوجوان ۱۵ساله از او اعتراف می‌گیرند که کوکتل مولوتف مال خودش است. اما او در صحبت با مادر خود گفته‌است دست من اصلاً به این کوکتل مولوتف نخورده‌است. مادر او نیز نتوانسته با رئیس شعبه یا قاضی دیدار کند و این موضوع را اعلام کند.
دادگاه برای او «وکیل تسخیری» انتخاب کرد که به گفته مادر او این وکیل برای پسرش «هیچ کاری نکرده» و وقتی که با او تماس گرفته‌اند، او با تندی برخورد کرده و گفته‌است که «نمی‌داند دربارهٔ چه پرونده‌ای صحبت می‌کنید، احتمالاً هرچی لازم بوده نوشته‌ام.» دادگاه سپس برای آزادی او قرار وثیقه ۵۰۰ میلیون تومانی تنظیم می‌کند، اما خانواده او به علت مشکلات مالی نتوانستند این مبلغ را تهیه کنند. پس از منتشر شدن گفت‌وگو مادر او با روزنامه اعتماد و واکنش‌های عمومی دادگاه نوع وثیقه را به فیش حقوقی تغییر می‌دهد تا او آزاد شود.